# Snavlunda landskommun
Snavlunda landskommun var en tidigare kommun i Örebro län.

## Administrativ historik
Kommunen inrättades i Snavlunda socken i Sundbo härad i Närke när 1862 års kommunalförordningar trädde i kraft.
Vid kommunreformen 1952 uppgick kommunen i Lerbäcks landskommun som 1971 gick den i sin helhet upp i Askersunds kommun.

## Politik

### Mandatfördelning i Snavlunda landskommun 1938-1946
| 10 | 7 | 2 | 1 |

| 19 |

| 9 | 11 |

| 20 |

| 9 | 9 | 1 | 1 |

| 20 |